# وليام لاكينج
وليام لاكينج (بالإنجليزية: William Lucking)‏ هو مخرج وممثل أمريكي، ولد في 17 يونيو 1941 في الولايات المتحدة.

## أعمال

### أفلام
- (1975) رجل البرونز
- (2000) إيرين بروكوفيتش[3]
- (2002) التنين الأحمر[4][5]
- (2003) ذا رانداون[6]

### مسلسلات
- أبناء الفوضى
- الرجل الأخضر الخارق
- بدلتا عند الولادة
- جاغ
- جوال تكساس ووكر
- دالاس
- ذا منتاليست
- ذا والتونز

## وصلات خارجية
- وليام لاكينج على موقع IMDb (الإنجليزية)
- وليام لاكينج على موقع ألو سيني (الفرنسية)
- وليام لاكينج على موقع أول موفي (الإنجليزية)
- وليام لاكينج على موقع قاعدة بيانات الأفلام السويدية (السويدية)
- وليام لاكينج على موقع إن إن دي بي (الإنجليزية)
- وليام لاكينج على موقع قاعدة بيانات الفيلم (الإنجليزية)
- وليام لاكينج على موقع كينوبويسك (الروسية)